# Droupadi Murmu
Droupadi Murmu (Baidaposi, 20 giugno 1958) è una politica e insegnante indiana, Presidente della Repubblica Indiana dal 25 luglio 2022. Originaria della tribù dei Santal, è la prima a ricoprire, in tal senso, la massima carica del paese, nonché la più giovane, la seconda donna (dopo Pratibha Patil) e la prima nata successivamente all’indipendenza del paese dall’Impero britannico.
Membro del BJP, ha avuto vari portafogli nel Governo di Orissa tra il 2000 al 2004.

## Biografia
Nata con il cognome “Tudu” nel piccolo villaggio indigeno di Baidaposi, nel Distretto di Mayurbhanj (Orissa) nel 1958, è cresciuta nella comunità dei Santal, e, prima di entrare nella politica statale e nazionale, ha iniziato come insegnante di scuola, lavorando, in seguito, anche come assistente-professore presso l' “Istituto di educazione e ricerca integrale Shri Aurobindo”, a Rairangpur, nonché come assistente-matricola presso il dipartimento di irrigazione del Governo dell'Orissa.
È laureata all’Università Femminile “Rama Devi”.

## Carriera politica
Murmu si è unita al Bharatiya Janata Party (BJP) nel 1997 ed è stata presto eletta consigliere del Nagar panchayat (il consiglio comunale) di Rairangpur. Murmu è, in seguito, divenuta presidente dell’assemblea nel 2000.
Durante il governo di coalizione fra il BJP e un partito locale, il Biju Janata Dal, è stata Ministra dello Stato di Orissa con delega per il commercio e i trasporti dal 6 marzo 2000 al 6 agosto 2002 e per la pesca e lo sviluppo delle risorse animali dal 6 agosto 2002 al 16 maggio 2004.

### Governatrice del Jharkhand

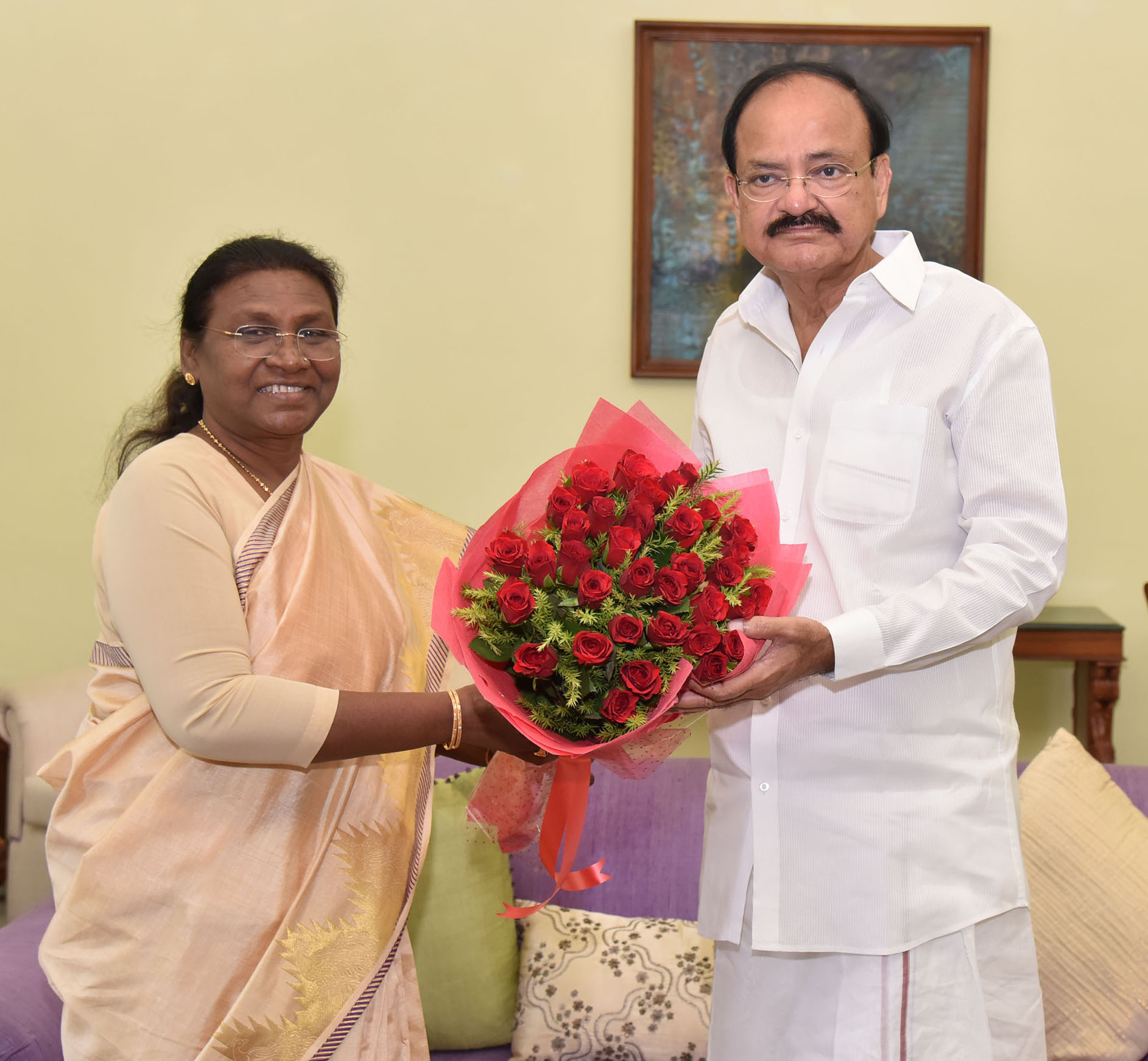
Murmu con il vicepresidente M. Venkaiah Naidu a Nuova Delhi nel 2017

Murmu ha prestato giuramento come Governatrice del Jharkhand il 18 maggio 2015, diventando la prima donna a governare lo Stato.

### Presidente della Repubblica
Nel giugno 2022, il BJP ha nominato Murmu come candidato alla presidenza dell'India per le elezioni del 2022 del mese successivo. Avendo vinto le elezioni con il 64,03% delle preferenze e 21 stati e un territorio a suo favore, è stata ufficialmente eletta presidente dell'India e ha assunto l'incarico il 25 luglio 2022. È la prima politica tribale e la seconda donna ad essere eletta presidente.

## Vita privata
Ha sposato Shyam Charan Murmu, un banchiere, morto nel 2014. La coppia aveva due figli, entrambi morti, e una figlia. Ha perso suo marito, due figli, sua madre e un fratello nell’arco di 7 anni, dal 2009 al 2015.